# Néons-sur-Creuse
Néons-sur-Creuse là một xã ở tỉnh Indre khu vực trung bộ Pháp. Xã này có diện tích 19,85 km², dân số thời điểm năm 1999 là 389 người. Khu vực này có độ cao trung bình 150 mét trên mực nước biển. 
Thị trấn này nằm trong công viên tự nhiên vùng Brenne.
Sông Creuse tạo thành ranh giới phía đông, sông Gartempe tạo thành ranh giới phía tây.